# Richard Handley

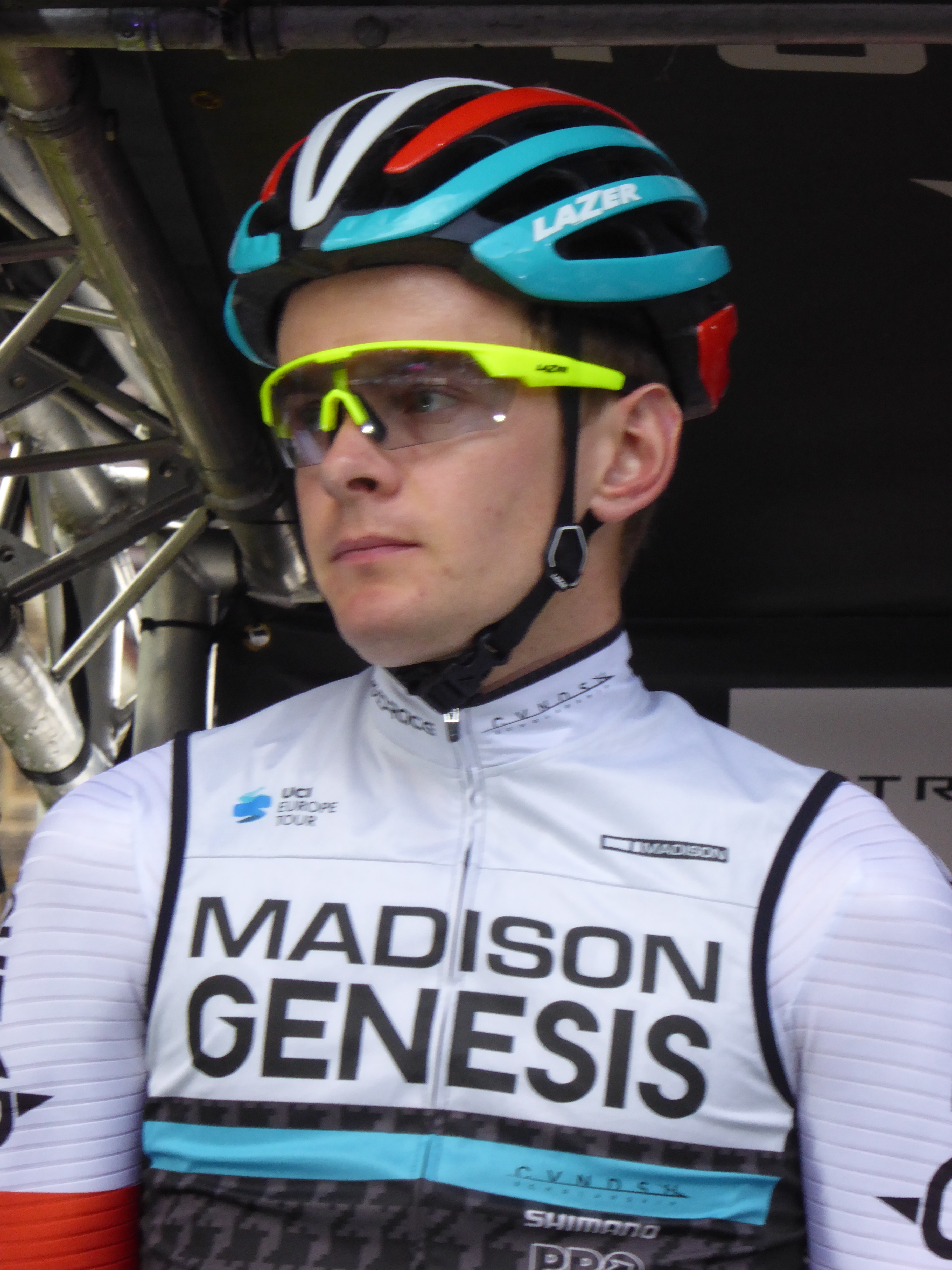
Richard Handley bei der Tour Series 2017

Richard Handley (* 1. September 1990 in Wigan) ist ein britischer Straßenradrennfahrer aus England.
Richard Handley begann seine Karriere 2010 bei dem britischen Team Raleigh. In seinem zweiten Jahr dort wurde er unter anderem Etappenfünfter bei der siebten Etappe der Tour of Britain. Seit 2012 fährt er für das Continental Team Rapha Condor, wo er den Circuit of the Dales und eine Etappe bei der Vuelta Ciclista a León für sich entscheiden konnte. Außerdem wurde er Dritter im Einzelzeitfahren der britischen U23-Meisterschaft.

## Erfolge
2012
- eine Etappe Vuelta Ciclista a León

2014
- Mannschaftszeitfahren Mzansi Tour
- eine Etappe Tour de Korea

## Teams
- 2010 Team Raleigh
- 2011 Team Raleigh
- 2012 Rapha Condor
- 2013 Rapha Condor JLT
- 2014 Rapha Condor JLT
- 2015 Rapha Condor JLT
- 2016 ONE Pro Cycling